# Maciej Zieliński (prawnik)

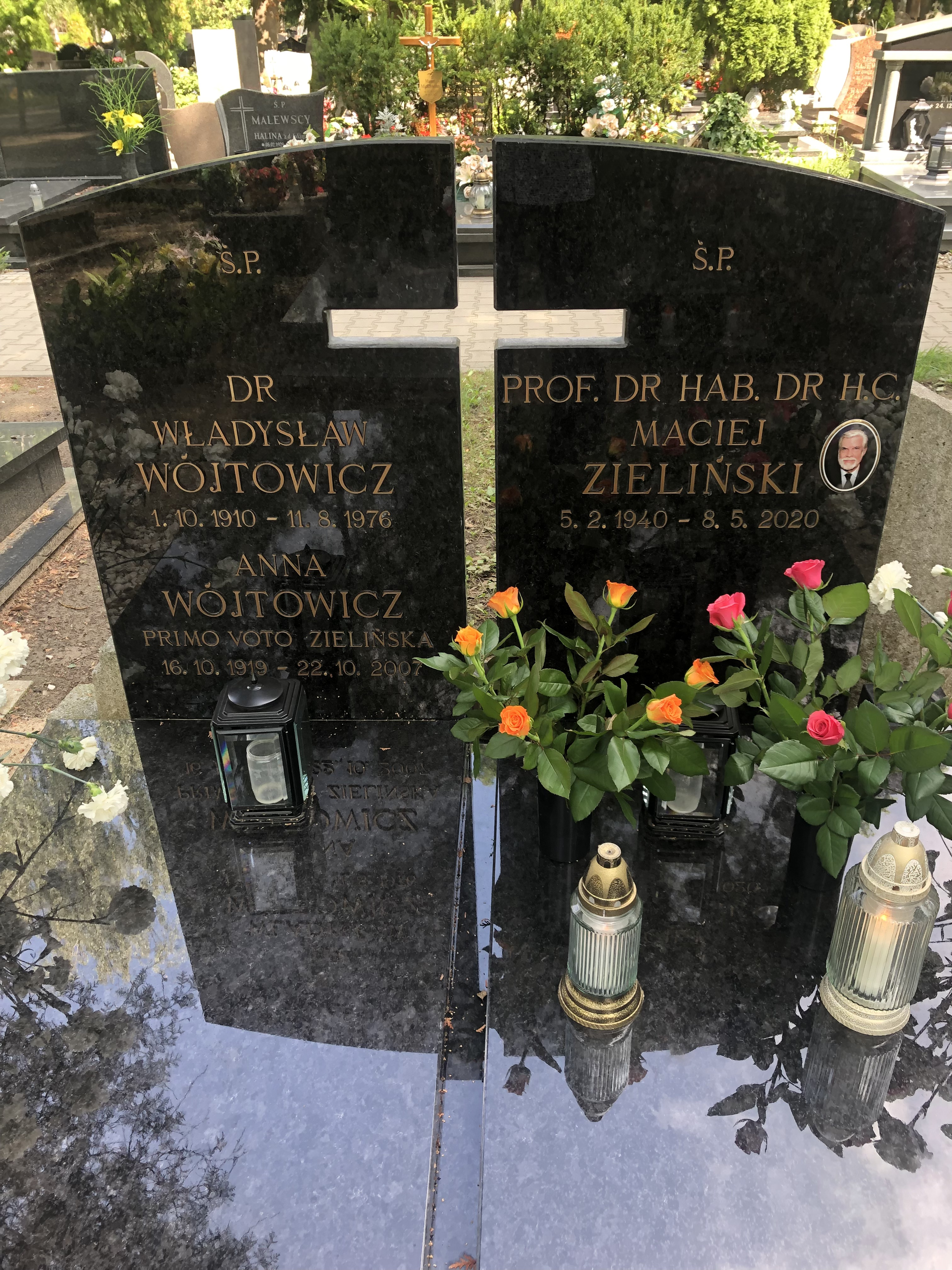
Maciej Zieliński (pomnik na Cmentarzu Jeżyckim w Poznaniu)

Maciej Jan Zieliński (ur. 5 lutego 1940 w Żelechowie, zm. 8 maja 2020 w Poznaniu) – polski prawnik i nauczyciel akademicki, profesor nauk prawnych, specjalista z dziedziny logiki prawniczej i teorii prawa, w szczególności teorii wykładni prawa i problematyki zasad prawa.

## Życiorys
Maciej Jan Zieliński był synem Anny Zielińskiej z domu Staff oraz Jana Aleksandra Zielińskiego – prawnika i oficera Wojska Polskiego, który zginął w 1940 r. w bitwie pod Lagarde, walcząc w dowodzonej przez gen. Bronisława Ducha 1. Dywizji Grenadierów. Ojczymem M. Zielińskiego był Władysław Wójtowicz, klimatolog, który czternaście lat był na syberyjskim zesłaniu. Ojcu i Ojczymowi prof. M. Zieliński dedykował swoje opus magnum „Wykładnia prawa. Zasady, reguły, wskazówki”. Maciej Zieliński dorastał w Lesznie, gdzie ukończył szkołę podstawową i XXXIV Liceum Ogólnokształcące. W 1958 r. rozpoczął studia na Wydziale Prawa i Administracji oraz Wydziału Ekonomicznego Uniwersytetu im. Adama Mickiewicza w Poznaniu. W 1963 uzyskał magisterium z prawa na podstawie pracy z zakresu prawa karnego pt. Nieudzielenie pomocy w niebezpieczeństwie (art. 247 k.k.), napisanej pod kierunkiem Krystyny Daszkiewicz. Równolegle, od czwartego roku studiów, uczęszczał na seminarium magisterskie prof. dr. Zygmunta Ziembińskiego w Zakładzie Prawniczych Zastosowań Logiki. W tym czasie prowadził także, dla studentów piątego roku, zajęcia z logiki. W okresie asystentury w Zakładzie Prawniczych Zastosowań Logiki WPiA UAM odbył staże naukowe na Uniwersytecie Warszawskim pod kierunkiem Janiny Kotarbińskiej (1964) oraz na Uniwersytecie Łódzkim na seminarium Jerzego Wróblewskiego (1965). Następnie, jako docent, na zaproszenie Oty Weinbergera w 1985 r. przebywał na stypendium naukowym na Uniwersytecie w Grazu.
W 1969 uzyskał stopień doktora nauk prawnych na podstawie napisanej pod kierunkiem Zygmunta Ziembińskiego rozprawy pt. Sposoby wysławiania norm w ustawodawstwie Polskiej Rzeczypospolitej Ludowej, za którą otrzymał wyróżnienie w XII Konkursie „Państwa i Prawa” (1970). Habilitował się w 1979 na podstawie monografii pt. Poznanie sądowe a poznanie naukowe, która została wyróżniona w XXIII Konkursie „Państwa i Prawa”. 28 października 1991 prezydent RP nadał mu tytuł naukowy profesora.
Praca na Uniwersytecie im. Adama Mickiewicza w Poznaniu
Maciej Zieliński był zatrudniony na WPiA UAM od 1963 r. na początku w Zakładzie Prawniczych Zastosowań Logiki, a następnie w Katedrze Teorii i Filozofii Prawa. Swoje pierwsze zajęcia dydaktyczne odbył 3 października 1963 r. w Szczecinie w Punkcie Konsultacyjnym WPiA UAM. W okresie pracy na poznańskiej uczelni (1963–2002) w pierwszych demokratycznych wyborach został wybrany przez studentów na funkcję prodziekana WPiA UAM (1980–1981)
Praca na Uniwersytecie Szczecińskim
Związki M. Zielińskiego ze Szczecinem sięgają 1963 r., gdzie 3 października odbył swoje pierwsze zajęcia dydaktyczne w Punkcie Konsultacyjnym WPiA UAM. W 1985 r., po utworzeniu Uniwersytetu Szczecińskiego, prowadził zajęcia w Instytucie Prawa i Administracji szczecińskiej uczelni. 1 października 1986 r. został zatrudniony na stanowisku docenta w Instytucie Prawa i Administracji (przekształconego później w Wydział Prawa i Administracji) Uniwersytetu Szczecińskiego, w Zakładzie Prawa Sądowego, a od 1988 r. w Zakładzie Teorii Państwa i Prawa (przemianowanego później na Katedrę Teorii i Filozofii Prawa), której był twórcą i którą kierował do 1996 r. Od 1990 r. M. Zieliński był zatrudniony na stanowisku profesora nadzwyczajnego, a następnie profesora zwyczajnego. Od 2012 r. kierował nowo utworzoną Katedrą Tworzenia i Wykładni Prawa, na której czele stał do 2019 r. W okresie pracy na WPiA szczecińskiej uczelni pełnił również funkcję prodziekana (1990–1993) oraz członka Senatu.
Na obu uniwersytetach doszedł do stanowiska profesora zwyczajnego.
Członkostwo w komitetach naukowych
Od 1993 r. przez pięć kadencji był członkiem Komitetu Nauk Prawnych Polskiej Akademii Nauk, przy czym w latach (1996–2000) pełnił funkcję wiceprzewodniczącego tego komitetu. Z upoważnienia KNP PAN opracował i przedstawił diagnozę nauk prawnych (w 2000 r. – „Uwagi o stanie nauk prawnych”, a w 2004 r. – „Raport o stanie nauk prawnych”). Od 1997 r. był członkiem Rady Języka Polskiego przy Prezydium PAN, pełniąc od 2003 r. funkcję członka prezydium Rady, a także jej wiceprzewodniczącego wiceprzewodniczącym (2011–2018). M. Zieliński był inicjatorem utworzenia w strukturze RJP Komisji Języka Prawnego (obecnie Zespołu Języka Prawnego), integrującego prawników i językoznawców badających język prawny i języki okołoprawne, którym kierował do 2018 r.
Legislacja
Maciej Zieliński był członkiem Zespołu do spraw Przygotowania Ostatecznej Redakcji Projektu Konstytucji (1996–1997) i brał udział w opracowaniu i redagowaniu Konstytucji Rzeczypospolitej Polskiej z dnia 2 kwietnia 1997 r. W latach 1994–1998 był członkiem Rady Legislacyjnej. Przez wiele lat był wykładowcą na aplikacji legislacyjnej w Rządowym Centrum Legislacji, prowadził wykłady na szkoleniach legislacyjnych organizowanych przez Sejm oraz Senat RP, a także na Podyplomowym Studium Legislacji prowadzonym przez Uniwersytet Warszawski, jak również w ramach warsztatów legislacyjnych służb mundurowych.
Praca dydaktyczna
Maciej Zieliński był bardzo zaangażowany w pracę dydaktyczną. Na UAM prowadził całkowicie społecznie zajęcia dodatkowe dla studentów zainteresowanych problematyką teoretycznoprawną. Ta praca spotkała się z uznaniem władz (Minister Nauki i Szkolnictwa Wyższego przyznał mu w 1971 r. nagrodę III stopnia za szczególne osiągnięcia dydaktyczne) oraz samych studentów. Wyrazem uznania ze strony studentów było przyznanie M. Zielińskiemu w 1986 r. tytułu najlepszego wykładowcy wszystkich uczelni Poznania. Zaangażowanie w pracę dydaktyczną przyniosło mu uznanie studentów, którzy wielokrotnie wybierali M. Zielińskiego najlepszym wykładowcą WPiA Uniwersytetu Szczecińskiego. Praca M. Zielińskiego z młodzieżą akademicką realizowała się także w prowadzeniu od 1997 r. wykładów na Ogólnopolskich Obozach Adaptacyjnych Studentów Prawa i Administracji „Adapciak”, organizowanych przez Europejskie Stowarzyszenie Studentów Prawa (ELSA). Co roku, jako juror, uczestniczył on także w organizowanych przez ELSA regionalnych konkursach krasomówczych studentów prawa; dwukrotnie zasiadał też w jury konkursu ogólnopolskiego.
Profesor Maciej Zieliński był nauczycielem wielu pokoleń prawników. Wypromował setki magistrantów, 9 doktorów, z których 3 to doktorzy habilitowani, a 1 to profesor.
Członkostwo w komitetach redakcyjnych
Maciej Zieliński był wieloletnim sekretarzem, a później następcą Zygmunta Ziembińskiego na stanowisku redaktora redaktora naczelnego „Ruchu Prawniczego, Ekonomicznego i Socjologicznego” (1997–2003), wchodził w skład redakcji „Studiów Prawniczych”, „Medycznej Wokandy” i „Archiwum Filozofii Prawa i Filozofii Społecznej”.
Obszary badań naukowych: wykładnia prawa, problematyka ustalania faktów przez organy stosujące prawo, zasady prawa, język prawny i języki okołoprawne, problematyka semiotyczna norm, koncepcja czynności konwencjonalnych (w tym formalizacja i konwencjonalizacja czynności konwencjonalnych), legislacja.
Najważniejszym obszarem badań naukowych Macieja Zielińskiego była wykładnia prawa. W pracy magisterskiej wyłożył zręby koncepcji nazwanej później derywacyjną koncepcją wykładni prawa, którą rozwijał w kolejnych publikacjach, a której całościową postać przedstawił w 2002 r. w książce „Wykładnia Prawa. Zasady, reguły, wskazówki”. Za książkę tę otrzymał Nagrodę im. Leona Petrażyckiego (nagrodą naukową w dziedzinie prawa, przyznawaną przez Wydział I Nauk Społecznych Polskiej Akademii Nauk).
Koncepcja ta została oparta na dokonanym przez Zygmunta Ziembińskiego rozróżnieniu przepisu prawnego i normy prawnej (1960) oraz na rozpoznanych przez M. Zielińskiego rzeczywistych cechach tekstów aktów prawnych. Cechami tymi, wg autora koncepcji derywacyjnej, są: quasi-idiomatyczność wyrażeń tekstów prawnych; rozczłonkowanie norm w przepisach prawnych (syntaktyczne i treściowe); kondensacja norm w przepisach prawnych; właściwości języka tekstów prawnych; zmienność tekstów prawnych.
W koncepcji derywacyjnej przyjmuje się zasadę omnia sunt interpretanda, niezależnie od tego, czy przepis prawny jest dla interpretatora jasny czy nie. Celem wykładni jest odkodowanie z przepisów prawnych normy prawnej rozumianej jako wyrażenie dostatecznie jednoznaczne w danym momencie interpretacyjnym bezpośrednio wskazujące komu, kiedy, co jest nakazane albo zakazane czynić. Wykładnia prawa pojmowana jest jako proces myślowy, w trakcie którego interpretator dokonuje pewnych czynności interpretacyjnych w kolejnych fazach wykładni ze względu na dany moment interpretacyjny (moment w czasie, na który dokonuje wykładni). W fazie porządkującej interpretator ustala aktualność obowiązywania i aktualność kształtu słownego każdego przepisu prawnego, który poddaje interpretacji. Pozytywny rezultat fazy porządkującej umożliwia interpretatorowi przejście do fazy rekonstrukcyjnej, w której interpretator, poszukuje w przepisach prawnych wszystkich elementów normy prawnej, po to, by zrekonstruować wyrażenie normokształtne zupełne pod względem syntaktycznym (wyrażenie składające się ze wszystkich elementów syntaktycznych normy), pełne treściowo (uwzględniające modyfikacje treściowe innych przepisów prawnych) i pełne logicznie. Dopiero po otrzymaniu wyrażenia normokształtnego interpretator ustala – w fazie percepcyjnej – znaczenie dla zwrotów wchodzących w skład wyrażenie normokształtnego. W tej fazie wykładni interpretator stosuje wszystkie trzy typy dyrektyw interpretacyjnych – zgodnie z przyjętą w tej koncepcji zasadą interpretatio cessat post applicationem trium typorum directionae – dyrektywy językowe, dyrektywy systemowe i dyrektywy funkcjonalne. Postępuje tak niezależnie od tego, czy dany zwrot jest dla niego prima facie jasny czy niejasny. W koncepcji tej odrzuca się zatem – przyjęte w koncepcji klaryfikacyjnej – takie postępowanie, które zakłada clara non sunt interpretanda. Odrzucenie tej postawy dotyczy zarówno clara non sunt interpretanda w wersji antyinicjującej jak i antykontynuacyjnej (interpretatio cessat in claris). W derywacyjnej koncepcji wykładni prawa przyjmuje się, że stosowanie dyrektyw interpretacyjnych, począwszy od językowych po funkcjonalne, odnosi się do chronologii a nie do doniosłości rezultatów zastosowań tych dyrektyw. Ustalając znaczenie interpretowanego zwrotu interpretator rozpoczyna od zastosowania językowych dyrektyw interpretacyjnych za pomocą których tych znaczeń poszukuje. W chronologicznej dyrektywami, którymi się posługuje są (1) definicje legalne; (2) związanie cudzą decyzją interpretacyjną w kwestii pojmowania interpretowanego zwrotu; (3) język prawniczy (nauki i orzecznictwa); (4) ogólny język polski; (5) kontekst językowy. Zastosowanie kolejnej językowej dyrektywy interpretacyjnej ma charakter eliminacyjny, tzn. brak pozytywnego (jednoznacznego) rezultatu, uruchamia kolejną dyrektywę. Następnymi w kolejności są dyrektywy systemowe odnoszące się do założenia o spójności pionowej i poziomej systemu prawnego pojmowanego jako zbiór norm prawnych o określonych cechach. Ostatnimi dyrektywami interpretacyjnymi są dyrektyw funkcjonalne: (1) intelektualne (odwołujące się do wiedzy merytorycznej z danej dziedziny, której dotyczy przedmiot regulacji); (2) aksjologiczne (odwołujące się do celów i wartości). Dyrektywy funkcjonalne stosowane są w interpretacji prawniczej zawsze wtedy, gdy zastosowanie wcześniejszych dyrektyw interpretacyjnych nie przyniosło jednoznacznego rezultatu po to, by usunąć tę wieloznaczność. Dyrektywy te stosowane są także wtedy, gdy po zastosowaniu językowych dyrektyw interpretacyjnych osiągnięto jeden rezultat. Użycie dyrektyw funkcjonalnych aksjologicznych służy w takim przypadku sprawdzeniu rezultatu zastosowania dyrektyw językowych. W sytuacji potwierdzenia, interpretator uzyskuje dodatkowe wzmocnienie argumentacyjnie uzasadnienia twierdzenia stanowiącego rozstrzygnięcie interpretacyjne. W przypadku rozbieżności rezultatów interpretator ma możliwość sprawdzenia czy rezultat zastosowania językowych dyrektyw interpretacyjnych nie jest niezgodny z podstawowymi (niewzruszalnymi) wartościami przyjętymi w systemie prawnym. Znaczenie językowe burzyłoby system wartości, gdyby przy przyjęciu tego znaczenia należało odrzucić którąś z wartości zasadniczych lub którąś z wartości instrumentalnych stanowiącą warunek konieczny dla zasadniczej. W takim przypadku – zgodnie z derywacyjną koncepcja wykładni prawa – należałoby taki rezultat zastosowania dyrektyw językowych odrzucić i tak zmienić językowo jasne znaczenie interpretowanego zwroty, by zapewnić spójność aksjologiczną (poprzez wykładnię rozszerzającą albo zwężającą). Maciej Zieliński formułuje jednocześnie 5 zakazów przełamania jednoznacznego językowo rezultatu zastosowania językowych dyrektyw interpretacyjnych w sytuacji, gdy zachodzą ku temu powody. Nie wolno przełamać: (1) treści jednoznacznej językowo definicji legalnej; (2) jednoznacznego językowo przepisu przyznającego jakimś podmiotom określone kompetencje (nie wolno ani rozszerzyć, ani zwęzić zakresu tych podmiotów); (3) jednoznacznego językowo przepisu przyznającego określone uprawnienia obywatelom (nie można obywatelom odebrać praw nabytych); (4) jednoznacznego językowo przepisu zachowującego w mocy określone przepisy uchylonego aktu (nie wolno przez wykładnię zwęzić uchylenia poprzez rozszerzenie zakresu przepisów zachowanych); (5) jednoznacznego językowo przepisu modyfikującego przepis centralny przez rozszerzenie zakresu tego modyfikatora (exceptiones non sunt extendendae). Maciej Zieliński przyjmuje w swej koncepcji, że proces wykładni kończy się, gdy interpretator uzyska dostateczną jednoznaczność na dany moment interpretacyjny w odniesieniu do wszystkich zwrotów wchodzących w skład wyrażenia normokształtnego po przeprowadzeniu przewidzianych w tej koncepcji procedur interpretacyjnych.
Profesor Maciej Zieliński zmarł 8 maja 2020. Został pochowany 15 maja 2020 na cmentarzu Jeżyckim w Poznaniu (kwatera P, rząd 50 miejsce 49).

## Odznaczenia i wyróżnienia
Odznaczony m.in. Krzyżem Kawalerskim (1996) Krzyżem Oficerskim (2004) i Krzyżem Komandorskim (2011) Orderu Odrodzenia Polski.
W 2012 otrzymał tytuł doktora honoris causa Uniwersytetu Łódzkiego, stając się pierwszym przedstawicielem polskiej teorii i filozofii prawa, któremu ten tytuł nadała polska uczelnia. Promotorem był prof. Marek Zirk-Sadowski (UŁ), a recenzentami prof. Sławomira Wronkowska-Jaśkiewicz (UAM), prof. Włodzimierz Nykiel (ówczesny Rektor UŁ) i prof. Leszek Leszczyński (UMCS). W styczniu 2020, po pięćdziesięciu latach, miała miejsce uroczystość odnowienia jego doktoratu na Uniwersytecie im. Adama Mickiewicza w Poznaniu. Laudację wygłosił Marek Smolak, będący uczniem profesora.
Za całokształt pracy w Punkcie Konsultacyjnym UAM w Szczecinie otrzymał Odznakę Honorową Gryfa Pomorskiego (1974). W 2012 otrzymał nagrodę szczecińskiego środowiska prawniczego „Człowiek Roku In Gremio 2011”, zaś rada Okręgowej Izby Radców Prawnych w Szczecinie, w uznaniu zasług dla środowiska radcowskiego oraz działania na rzecz promocji zawodu radcy prawnego, wyróżniła go „Perłą Radcowską”.
Dedykowano mu publikację W poszukiwaniu dobra wspólnego. Księga jubileuszowa Profesora Macieja Zielińskiego z 2010, nr 2/2015 „Studiów Prawa Publicznego” oraz nr 2/2020 „Archiwum Filozofii Prawa i Filozofii Społecznej”

## Wykaz ważniejszych publikacji
Zestawienie na podstawie strony Wydziału Prawa i Administracji Uniwersytetu Szczecińskiego, gdzie znajduje się pełna bibliografia publikacji.

### Monografie
1. Interpretacja jako proces dekodowania tekstu prawnego, Uniwersytet Adama Mickiewicza, Poznań 1972, s. 85.
2. Zasady prawa. Zagadnienia podstawowe, Wydawnictwa Prawnicze, Warszawa 1974, s. 230 (współautorzy Wronkowska S., Ziembiński Z.).
3. Poznanie sądowe a poznanie naukowe, Wydawnictwo Naukowe Uniwersytet Adama Mickiewicza, Poznań 1979, s. 209.
4. Uzasadnianie twierdzeń, ocen i norm w prawoznawstwie, Państwowe Wydawnictwa Naukowe, Warszawa 1988, s. 305 (współautor Ziembiński Z.).
5. Dyrektywy i sposób ich wypowiadania, Polskie Towarzystwo Semiotyczne, Warszawa 1992, s. 131 (współautor Ziembiński Z.).
6. Problemy i zasady redagowania tekstów prawnych. Urząd Rady Ministrów, Warszawa 1993, s. 199 (współautorka Wronkowska S.).
7. Wykładnia prawa. Zasady. Reguły. Wskazówki, Wyd. 1, LexisNexis, Warszawa 2002, s. 333.
8. Wykładnia prawa. Zasady – reguły – wskazówki, Wyd. 2, LexisNexis, Warszawa 2002, s. 333.
9. Wykładnia prawa. Zasady – reguły – wskazówki, Wyd. 3 rozszerzone, LexisNexis, Warszawa 2006, s. 352.
10. Wykładnia prawa. Zasady – reguły – wskazówki, Wyd. 4 uzupełnione, LexisNexis, Warszawa 2008, s. 360.
11. Wykładnia prawa. Zasady – reguły – wskazówki, Wyd. 5 poprawione, uwspółcześnione i poszerzone, LexisNexis, Warszawa 2010, s. 360.
12. Wykładnia prawa. Zasady – reguły – wskazówki Wyd. 6 poprawione, uwspółcześnione i wzbogacone, Wydawnictwo LexisNexis, Warszawa 2012, s. 360.
13. Wykładnia prawa. Zasady – reguły – wskazówki, Wyd. 7 uzupełnione, Seria Akademicka, Wydawnictwo Wolters Kluwer, Warszawa 2017, s. 303.

### Rozdziały w monograficznych pracach zbiorowych w języku polskim
1. Aspekty zasady „clara non sunt interpretanda”, [w:] S. Wronkowska, M. Zieliński (red.), Szkice z teorii prawa i szczegółowych nauk prawnych, Wydawnictwo Naukowe Uniwersytetu Adama Mickiewicza, Poznań 1990.
2. Algorytm interpretacji przepisów prawnych, [w:] J. Pogonowski (red.), Eufonia i Logos, Wydawnictwo Naukowe Uniwersytetu Adama Mickiewicza, Poznań 1995.
3. Pojęcie i zakres prawa w projektach konstytucji RP, [w:] K. Działocha, A. Preisner (red.), Prawo, źródła prawa i gwarancje jego zgodności z ustawą zasadniczą w projektach konstytucji, Wydawnictwo Uniwersytetu Wrocławskiego, Wrocław 1995 (współautorka Wronkowska S.).
4. Dwa nurty pojmowania „kompetencji”, [w:] H. Olszewski, B. Popowska (red.), Administracja – gospodarka – samorząd, Printer, Poznań 1997.
5. Konstytucyjne zasady prawa, [w:] J. Trzciński (red.), Charakter i struktura norm Konstytucji, Wydawnictwo Sejmowe, Warszawa 1997.
6. Jednolitość wykładni prawa, [w:] S. Waltoś (red.), Jednolitość orzecznictwa w sprawach karnych, Zakamycze, Kraków 1998.
7. O potrzebie nauczania języka prawa, [w:] W. Miodunka (red.), Edukacja językowa Polaków, Upowszechnianie Nauki – Oświata UN-O, Kraków 1998.
8. Języki prawne i prawnicze, [w:] W. Pisarek (red.), Polszczyzna 2000. Orędzie o stanie języka na przełomie tysiącleci, Uniwersytet Jagielloński, Kraków 1999.
9. Interpretacyjna rola zasad prawa, [w:] J. Czapska, A. Gaberle, A. Światłowski, A. Zoll (red.), Zasady procesu karnego wobec wyzwań współczesności. Księga ku czci Profesora Stanisława Waltosia, Warszawa 2000 (współautor Municzewski A.).
10. Język dyskusji medialnej nad tworzeniem prawa, [w:] J. Bralczyk, K. Mosiołek – Kłosińska (red.), Język w mediach masowych, Upowszechnianie Nauki – Oświata „UN-O”, Warszawa 2000 (współautorka Choduń A.).
11. Perswazja w języku prawnym i prawniczym, [w:] K. Mosiołek – Kłosińska, T. Zgółka (red.), Język perswazji publicznej, Poznań 2003 (współautor Zgółka T.).
12. Język prawny, język administracyjny, język urzędowy, [w:] E. Malinowska (red.), Język – prawo – społeczeństwo, Opole 2004.
13. Świecka a kanoniczna wykładnia prawa, [w:] Z. Ofiarski (red.), Księga jubileuszowa z okazji 15-lecia Wydziału Prawa i Administracji Uniwersytetu Szczecińskiego, Szczecin 2004 (współautor Piszko R.).
14. Podstawowe zasady współczesnej wykładni prawa, [w:] P. Winczorek (red.), Teoria i praktyka wykładni prawa, Warszawa 2005.
15. Uzasadnianie decyzji interpretacyjnych w sprawach karnych, [w:] L. Gardocki, J. Godyń, M. Hudzik, L. K. Paprzycki (red.), Działalność orzecznicza Sądu Najwyższego a prawo wspólnotowe i unijne. Konferencja sędziów Izby Karnej i Izby Wojskowej Sądu Najwyższego – Rajgród 2005, Warszawa 2005.
16. Normy i przepisy prawa cywilnego, [w:] Z. Radwański (red. nacz.), System prawa prywatnego, tom 1: Prawo cywilne – część ogólna, M. Safjan (red.), Warszawa 2007, rozdz. VII (współautor Radwański Z.).
17. Sędzia a naukowiec (historyk), [w:] Nowe technologie dowodowe a proces karny. Konferencja Sędziów Izby Karnej i Izby Wojskowej Sądu Najwyższego (Serock, 2007), pod red. L. Gardockiego, J. Godynia, M. Hudzika, L. K. Paprzyckiego, Warszawa 2007, s. 97–99.
18. Stosowanie i wykładnia prawa cywilnego, [w:] Z. Radwański (red. nacz.), System prawa prywatnego, tom 1: Prawo cywilne – część ogólna, M. Safjan (red.), Warszawa 2007, rozdz. VIII (współautor Radwański Z.).
19. Wiedza o tekstach prawnych jako warunek ich rozumienia, [w:] A. Tietiajew-Różańska (oprac.), Język polskiej legislacji, czyli zrozumiałość przekazu a stosowanie prawa. Materiały z konferencji zorganizowanej przez Komisję Kultury i Środków Przekazu oraz Komisję Ustawodawczą, Kancelaria Sejmu, Warszawa 2007.
20. Wykładnia prawa we współczesnym orzecznictwie najwyższych organów sądowniczych, [w:] O. Bogucki, J. Ciapała, P. Mijal (red.), Standardy konstytucyjne a problemy władzy sądowniczej i samorządu terytorialnego, Szczecin 2008 (współautor Bogucki O.).
21. Wykładnia prawa we współczesnym orzecznictwie Trybunału Konstytucyjnego, Sądu Najwyższego i Naczelnego Sądu Administracyjnego, [w:] L. Gardocki, J. Godyń, M. Hudzik, L.K. Paprzycki (red.), Orzecznictwo sądowe w sprawach karnych. Aspekty europejskie i unijne, Warszawa 2008 (współautor Bogucki O.).
22. Aspekty granic wykładni prawa, [w:] W. Miemiec (red.), Księga Jubileuszowa Profesora Ryszarda Mastalskiego. Stanowienie i stosowanie prawa podatkowego, Oficyna Wydawnicza „Unimex”, Wrocław 2009, s. 84–95 (współautorka A. Choduń).
23. Zasada bezstronności – art. 4 k.p.k. a podstawy środka odwoławczego, [w:] L. Gardocki, J. Godyń, M. Hudzik, L. K. Paprzycki (red.), Aktualne zagadnienia prawa karnego materialnego i procesowego, Sąd Najwyższy Warszawa 2009, s. 21–28 (współautor O. Bogucki).
24. Osiemnaście mitów w myśleniu o wykładni prawa, [w:] Dialog między sądami i trybunałami, pod red. L. Gardockiego, J. Godynia, M. Hudzika, L. K. Paprzyckiego, Warszawa 2010, s. 137–150.
25. Interpretacyjna rola wstępów aktów prawnych, [w:] J. Ciapała, A. Rost (red.), Wokół konstytucji i zdrowego rozsądku. Prace dedykowane Profesorowi Tadeuszowi Smolińskiemu, pod red. J. Ciapały, A. Rosta, Szczecin – Jarocin 2011, s. 15–25 (współautorka A. Choduń).
26. Koncepcja derywacyjna wykładni a wykładnia w orzecznictwie Izby Karnej i Izby Wojskowej Sądu Najwyższego, [w:] J. Godyń, M. Hudzik, L. K. Paprzycki (red.), Zagadnienia prawa dowodowego, Sąd Najwyższy Warszawa 2011, s. 117–136 (współautor M. Peno).
27. Mitów w myśleniu o wykładni ciąg dalszy, [w:] A. Mróz, A. Niewiadomski, M. Pawelec (red.), Prawo – język – media, Uniwersytet Warszawski Warszawa 2011, s. 117–126.
28. Zasady i wartości konstytucyjne, [w:] A. Bałaban, P. Mijal (red.), Zasady naczelne Konstytucji RP z 2 kwietnia 1991 roku. Materiały 52 Zjazdu Katedr Prawa Konstytucyjnego w Międzyzdrojach 27–29 maja 2010 r., Uniwersytet Szczeciński Szczecin 2011, s. 21–40.
29. Normy i przepisy prawa cywilnego, [w:] System prawa prywatnego, Tom 1. Prawo cywilne – część ogólna, pod red. M. Safjana, Wyd. 2, Warszawa 2012, s. 367–444 (współautor Z. Radwański).
30. Stosowanie i wykładnia prawa cywilnego, [w:] System prawa prywatnego, Tom 1. Prawo cywilne – część ogólna, pod red. M. Safjana, Wyd. 2, Warszawa 2012, s. 445–543 (współautor Z. Radwański).
31. Iura novit curia a wykładnia prawa, [w:] S. Lewandowski, H. Machińska, J. Petzel (red.), Prawo – Język – Logika. Księga jubileuszowa profesora Andrzeja Malinowskiego, LexisNexis Warszawa 2013, s. 287–304.
32. Jak sądy i trybunały komunikują się z obywatelami?, [w:] M. Krauz, K. Ożóg (red.), Kultura zachowań językowych Polaków. Materiały z VIII Forum Kultury Słowa, Rzeszów 20–22 października 2011 r., Wydawnictwo Uniwersytetu Rzeszowskiego 2013, s. 118–126 (współautorka A. Choduń).
33. Język urzędowy a język urzędników. Precyzja, adekwatność, komunikatywność, [w:] Język urzędowy przyjazny obywatelom, Kancelaria Senatu, Warszawa 2013, s. 66–74 (współautorka A. Choduń).
34. Wykładnia prawa karnego procesowego, [w:] P. Hofmański (red.), System prawa karnego procesowego, Tom I, część 2, Zagadnienia ogólne, LexisNexis Warszawa 2013, s. 550–604 (współautorka A. Choduń).
35. Rozdział 1. Zasady prawa z perspektywy ogólnej teorii prawa, [w:] P. Wiliński (red.), System prawa karnego procesowego. Tom 3. Część 1, Zasady procesu karnego, LexisNexis Warszawa 2014, s. 43–80 (współautor O. Bogucki).
36. Wykładnia prawa a język, system i wartości, [w:] Wykłady w Trybunale Konstytucyjnym z lat 2011–2012, Studia i Materiały Trybunału Konstytucyjnego, Warszawa 2014, tom XLIX, s. 99–110.
37. Odtworzenie normy z przepisu jako praktyczny problem interpretacyjny, [w:] J. Godyń, M. Hudzik, K.L. Paprzycki (red.), Prawo i proces karny w obliczu zmian, Wydawca Sąd Najwyższy, Warszawa 2015, s. 127–141 (współautorka A. Choduń).
38. Wzorzec percepcyjnej fazy wykładni a praktyka orzecznicza, [w:] W. Błuś, J. Godyń, M. Hudzik, L.K. Paprzycki, S. Zabłocki (red.), Aktualne problemy orzecznicze, Wydawca Sąd Najwyższy, Warszawa 2016, s. 71–92. ISBN 978-83-936403-5-5 (współautorka A. Choduń).
39. Dogmatyka a wykładnia prawa, [w:] Jan Głuchowski, Marek Kalinowski, Krzysztof Lasiński-Sulecki, Wojciech Morawski, Adam Nita, Agnieszka Olesińska (red.), Współczesne problemy prawa podatkowego. Teoria i praktyka. Księga jubileuszowa dedykowana Profesorowi Bogumiłowi Brzezińskiemu. Tom I, Wolters Kluwer, Warszawa 2019, ISBN 978-83-8160-673-8, s. 567–576.

### Rozdziały w monograficznych pracach zbiorowych w języku obcym
1. Decoding Legal Text, [w:] Z. Ziembiński (red.), Polish Contributions to the Theory and Philosophy of Law, Rodopi, Amsterdam 1987.
2. Peno M., consulted with Zieliński M., Introduction: The Idea of Modern Law in the Light of Polish Legal Doctrine and Theory of Law, [w:] Michał Peno, Konrad Burdziak (red.), The Concept of Modern Law Polish and Central European Tradition, Peter Lang, Berlin 2019, ISBN 978-3-631-78325-2 (Print), s. 9–16.

### Artykuły tłumaczone na język obcy
1. The Derivational Theory of Legal Interpretation as an Integrated Theory, [w:] M. Smolak, P. Kwiatkowski (red.), Poznań School of Legal Theory, Brill Rodopi, Leiden; Boston 2020, pp. 163–173[34].
2. Eighteen Myths in Thinking about the Interpretation of Law, [w:] M. Smolak, P. Kwiatkowski (red.), Poznań School of Legal Theory, Brill Rodopi, Leiden; Boston 2020, pp. 174–188[35].

### Artykuły
1. Czynności konwencjonalne w prawie, „Studia Prawnicze” 1972, z. 33 (współautorzy Nowak L., Wronkowska S., Ziembiński Z.).
2. Zasady prawa w perspektywie teorii prawa oraz szczegółowych nauk prawnych, „Ruch Prawniczy, Ekonomiczny i Socjologiczny” 1974, z. 2 (współautorzy Wronkowska S., Ziembiński Z.).
3. Informatyka prawnicza a pojęcie normy prawnej, „Ruch Prawniczy, Ekonomiczny i Socjologiczny” 1975, z. 2.
4. O nieporozumieniach dotyczących tzw. norm zezwalających, „Państwo i Prawo” 1975, z. 7 (współautorzy Świrydowicz K., Wronkowska S., Ziembiński Z.).
5. Obiektywność ustalania faktów jako element praworządności stosowania prawa, „Ruch Prawniczy, Ekonomiczny i Socjologiczny” 1979, z. 1.
6. O korespondencji dyrektyw redagowania i interpretowania tekstu prawnego, „Studia Prawnicze” 1985, z. 3–4 (współautor Wronkowska S.).
7. Właściwości derywacyjnej koncepcji wykładni, „Zeszyty Naukowe Uniwersytetu Szczecińskiego” 1988 (1990), nr 2, s. 5–24.
8. Aspekty jawności prawa, „Ruch Prawniczy, Ekonomiczny i Socjologiczny” 1988, nr 3, s. 33–54 (współautor J. Jabłońska-Bonca).
9. Raport o stanie nauk prawnych, „Państwo i Prawo” 1995, z. 12, s. 24–34.
10. Współczesne problemy wykładni prawa, „Państwo i Prawo” 1996, z. 8–9.
11. Wyznaczniki reguł wykładni prawa, „Ruch Prawniczy, Ekonomiczny i Socjologiczny” 1998, z. 3–4.
12. Uwagi o stanie nauk prawnych, „Państwo i Prawo” 2000, z. 3, s. 15–23.
13. Porządkująca faza wykładni, „Ruch Prawniczy Ekonomiczny i Socjologiczny” 2001, z. 3 (współautor B. Kanarek).
14. Uwagi de lege ferenda o klauzulach generalnych w prawie prywatnym, „Przegląd Legislacyjny” 2001, nr 2, s. 11–33 (współautor Z. Radwański).
15. Derywacyjna koncepcja wykładni jako koncepcja zintegrowana, „Ruch Prawniczy, Ekonomiczny i Socjologiczny” 2006, z. 3.
16. Wykładnia prawa cywilnego, „Studia Prawa Prywatnego” 2006, z. 1 (współautor Radwański Z.).
17. W sprawie słowników w procesie interpretacji tekstów prawnych raz jeszcze, „Państwo i Prawo” 2008, z. 7 (współautorka Choduń A.).
18. Wybrane zagadnienia wykładni prawa, „Państwo i Prawo” 2009, z. 6, s. 3–10.
19. Zasada bezstronności – art. 4 k.p.k. a podstawy środka odwoławczego, „Palestra” 2009, z. 11/12, s. 89–96 (współautor O. Bogucki).
20. Zintegrowanie polskich koncepcji wykładni prawa, „Ruch Prawniczy, Ekonomiczny i Socjologiczny” 2009, z. 4, s. 23–39 (współautorzy O. Bogucki, A. Choduń, S. Czepita, B. Kanarek, A. Municzewski).
21. Klaryfikacyjność i derywacyjność w integrowaniu polskich teorii wykładni prawa, „Ruch Prawniczy Ekonomiczny i Socjologiczny” 2011, z. 2, s. 99–111 (współautor M. Zirk-Sadowski).
22. Osiemnaście mitów w myśleniu o wykładni prawa, „Palestra” 2011, z. 3–4, s. 20–31.
23. W sprawie rzetelności wiedzy o wykładni, „Ruch Prawniczy, Ekonomiczny i Socjologiczny” 2011, nr 1, s. 5–19 (współautor Ł. Pohl).
24. Clara non sunt interpretanda – mity i rzeczywistość, „Zeszyty Naukowe Sądownictwa Administracyjnego” 2012, z. 6, s. 9–23.
25. Założenia szkoły poznańsko-szczecińskiej w teorii prawa, „Państwo i Prawo” 2013, z. 2, s. 3–16 (współautorzy S. Czepita, S. Wronkowska).
26. Uzasadnianie twierdzeń interpretacyjnych z perspektywy derywacyjnej koncepcji wykładni prawa, „Archiwum Filozofii Prawa i Filozofii Społecznej” 2020, nr 2, s. 7–18 (współautorka A. Choduń)[36].

### Podręczniki
1. Elementy informatyki, Uniwersytet Adama Mickiewicza, Poznań 1976 (współautor Owoc M.).

### Redakcja prac zbiorowych
1. Szkice z teorii prawa i szczegółowych nauk prawnych, Poznań 1990, s. 483 (red. współautorka Wronkowska S.).
2. W kręgu teoretycznych i praktycznych aspektów prawoznawstwa. Księga jubileuszowa Profesora Bronisława Ziemianina, Szczecin 2005, s. 599.